# Tên lửa chống tăng hạng nhẹ Type 01
Đạn dẫn đường chống tăng hạng nhẹ Kiểu 01 (01式軽対戦車誘導弾 01-shiki kei-tai-sensha yūdō-dan) là một tên lửa chống tăng cơ động, phóng-quên của Nhật Bản. Quá trình phát triển bắt đầu vào năm 1993 tại Kawasaki Heavy Industries và được đưa vào trang bị vào Lực lượng Phòng vệ năm 2001. Trong quá trình phát triển, vũ khí này được đặt tên mã là XATM-5. Sau này nó được gọi ngắn gọn là: ATM-5.
Trong Lữ đoàn dù 1, Kiểu 01 được sử dụng làm hoả lực chống thiết giáp chính yếu.

## Lịch sử

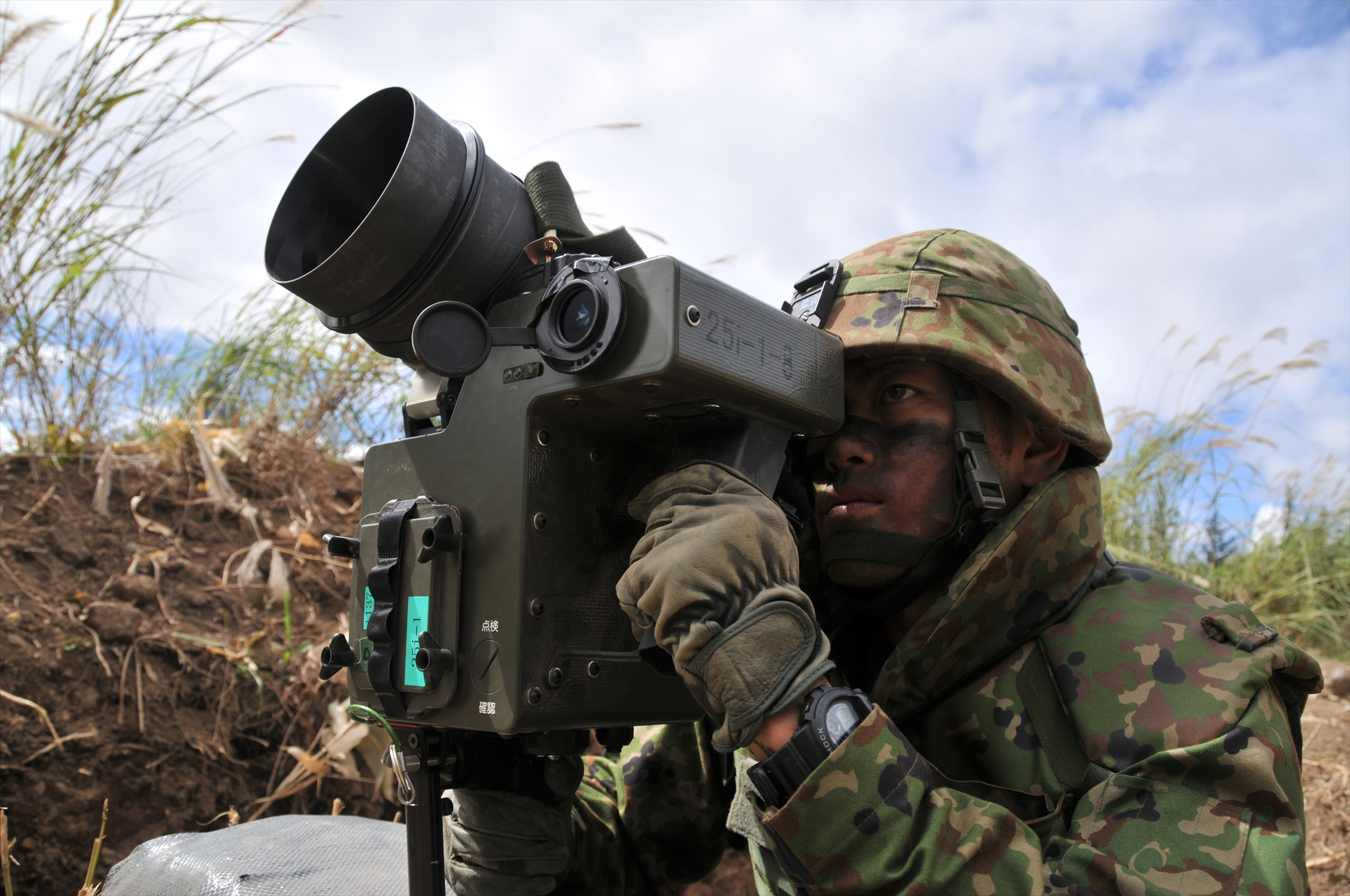
Một binh sĩ Lực lượng Phòng vệ Mặt đất đang ngắm bắn bằng Kiểu 01 trong một cuộc tập trận.

Do cần phải thay thế mẫu súng không giật Sumitomo FT-84 đang trong biên chế của Lực lượng Phòng vệ Mặt đất Nhật Bản (JGSDF), kế hoạch thay bằng một loại tên lửa chống tăng có ống dẫn hồng ngoại đã được Viện Nghiên cứu và Phát triển Kỹ thuật của Cơ quan Phòng vệ (防衛庁) đưa ra. Năm 1993, Kawasaki Heavy Industries được chọn để tạo ra hệ thống tên lửa nói trên. Trong các thử nghiệm do JGSDF tiến hành, hệ thống này được gọi là XATM-5. Hệ thống còn được tạo ra cùng năm với thử nghiệm trực tiếp vào năm 1996.
Các yêu cầu đối với hệ thống bao gồm tính cơ động, khả năng vận hành chỉ cần một người lính duy nhất và công nghệ tính theo chi phí.
Năm 2001, sau 11 năm, mẫu vũ khí cuối cùng cũng đã được đưa vào biên chế trong Lực lượng Phòng vệ Mặt đất Nhật Bản với tên gọi Đạn dẫn đường chống tăng hạng nhẹ Kiểu 01. Một báo cáo do Bộ Quốc phòng đệ trình vào năm 2005 kêu gọi mua lại số lượng không xác định hệ thống tên lửa Kiểu 01 này, trong số các mặt hàng quân sự khác nhau từ Kawasaki Heavy Industries với giá 129.700.000.000 Yên.

### Thiết kế
Vũ khí này sử dụng Thiết bị Chỉ huy Khai hoả (CLU) phức tạp được nạp lại nhiều lần bắn. Khác với loại tên lửa phóng một lần.
Đầu đạn của Kiểu 01 là loại HEAT nổ lại, kiểu đầu đạn hai tầng này khiến nó rất hiệu quả khi chống lại các phương tiện bọc giáp phản ứng nổ.

## Vai trò
Trong khi được trang bị cho bộ binh trong vai trò chống tăng, Kiểu 01 cũng có thể lắp trên xe bọc thép hạng nhẹ Komatsu để trở thành bệ chống tăng di động.

## Sử dụng
- Nhật Bản: 1073 chiếc (2010)

## Vũ khí tương tự
- FGM-148 Javelin
- HJ-12 (红箭-12)
- Missile Moyenne Portée
- MPATGM
- OMTAS (Orta Menzilli Tanksavar Sistemi)
- Spike-MR/LR